# Phanxicô Đỗ Văn Chiểu
Phanxicô Đỗ Văn Chiểu là một thầy giảng tử vì đạo dưới triều vua Minh Mạng, được Giáo hội Công giáo Rôma phong Hiển Thánh vào năm 1988.
Ông sinh năm 1797 tại làng Trung Lễ, giáo xứ Liên Thủy, tỉnh Nam Định thuộc giáo phận Đông Đàng Ngoài (nay là xã Xuân Ngọc, huyện Xuân Trường, tỉnh Nam Định, thuộc giáo phận Bùi Chu). Sau bốn năm học thần học, ông được chọn làm thầy giảng và gia nhập dòng Đa Minh. Ông cộng tác với giám mục Henares Minh để dạy giáo lý và phục vụ giáo dân. Hai người bị bắt tại Xương Điền ngày 9 tháng 6 năm 1838. Ngày 26 tháng 6 năm 1838, giám mục Henares Minh và thầy Chiểu bị điệu ra pháp trường Bảy Mẫu (Nam Định).  Thi thể ông được an táng tại pháp trường, sau mang về nhà thờ giáo xứ Trung Lễ.